# Marcel Capy
Pour les articles homonymes, voir Capy.
Marcel Amable Louis Oscar Capy, né le 29 mars 1865 à Villejuif et mort le 30 décembre 1941 à Paris, est un dessinateur humoriste et caricaturiste français.

## Biographie

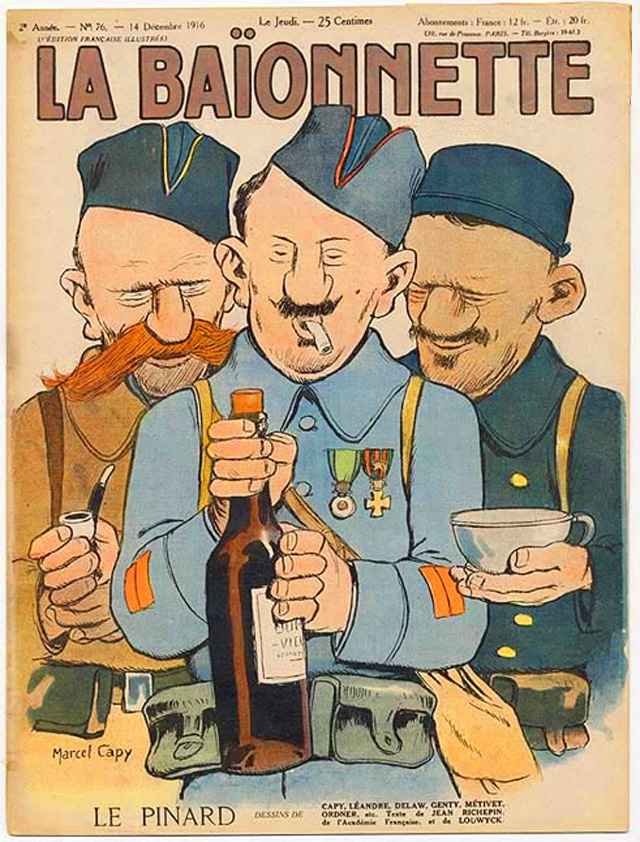
Couverture de La Baïonnette du 14 décembre 1916.

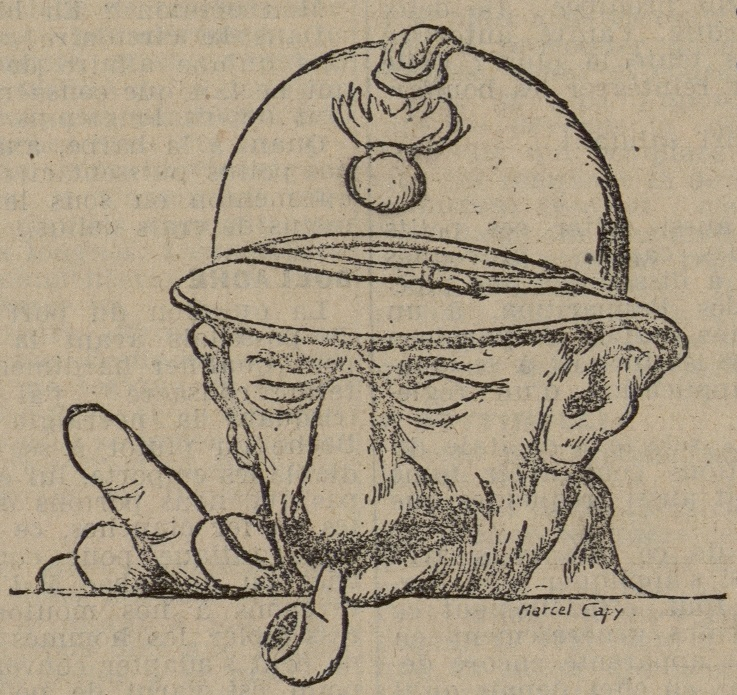
Portrait d'un poilu représenté avec son casque, sa pipe et sa moustache

Autodidacte, il débute en juin 1886 en publiant des gravures sur bois dans le numéro 4 de La Pléiade dirigée par Rodolphe Darzens. Puis, en 1891, il est dessinateur pour Le Courrier français, Le Gil blas illustré et la revue du Chat Noir. Il signe la plupart du temps « Marcel Capy ».
Sa collaboration la plus régulière, avec Le Bon Vivant, commence le 18 novembre 1899 au premier numéro de ce périodique humoristique lancé par Fayard et qui dure dix ans. Il enchaîne les dessins, une production très abondante durant la Belle Époque, entre autres pour Comœdia illustré, L'Assiette au beurre (1909-1910), Nos loisirs, Je sais tout (avant et après guerre), Fantasio, puis pendant la Première Guerre mondiale, pour La Baïonnette, notamment pour le numéro spécial Le Livre de la Guerre de cent ans avec Gus Bofa. Il est l'un des dessinateurs français qui marquent de leur empreinte le style de la bande-dessinée pendant la Première Guerre mondiale.
Il illustre des ouvrages d'Alphonse Allais, Alphonse Daudet, Georges Courteline, Louis Sonolet, ainsi que des partitions musicales et des pièces de théâtre pour le Grand-Guignol fondé par Genty.
On connaît de lui de rares affiches lithographiées, dont Ambassadeurs Gabrielle d'Auray (music-hall, 1890) imprimée par Joly Crevel Frères.
Il est sociétaire et exposant des Humoristes, ainsi qu'aux Salons de L'Araignée et des artistes français.
Durant l'entre-deux-guerres, il publie dans la plupart des périodiques du groupe de presse de la famille Dupuy et de Félix Juven, proposant des vues d'ensemble curieuses de détails.
La critique le considère comme annonçant le style d'un Dubout et surtout de Chaval, qu'il inspire. Selon Jacques Sternberg, il « dessinait comme personne ne le faisait à cette époque ».